# Producto sanitario
El término producto sanitario (o dispositivo médico, según la OMS) pertenece a la definición establecida en los reglamentos europeos y se utiliza para referirse a una gran variedad de productos utilizados en la sanidad que están regulados por la ley en la Unión Europea. Están regulados por el Reglamento (EU) 2017/745 y el Reglamento (EU) 2017/746 para Producto sanitario para diagnóstico in vitro . Están incluidos dentro de las tecnologías sanitarias.

Un producto sanitario, según el artículo 2 del Reglamento de productos sanitarios (EU) 2017/745 es:
«producto sanitario»: todo instrumento, dispositivo, equipo, programa informático, implante, reactivo, material u otro artículo destinado por el fabricante a ser utilizado en personas, por separado o en combinación, con alguna de las siguientes finalidades médicas específicas:
— diagnóstico, prevención, seguimiento, predicción, pronóstico, tratamiento o alivio de una enfermedad,
— diagnóstico, seguimiento, tratamiento, alivio o compensación de una lesión o de una discapacidad,
— investigación, sustitución o modificación de la anatomía o de un proceso o estado fisiológico o patológico,
— obtención de información mediante el examen in vitro de muestras procedentes del cuerpo humano, incluyendo donaciones de órganos, sangre y tejidos,
y que no ejerce su acción principal prevista en el interior o en la superficie del cuerpo humano por mecanismos farmacológicos, inmunológicos ni metabólicos, pero a cuya función puedan contribuir tales mecanismos.
Los siguientes productos también se considerarán productos sanitarios:
— los productos de control o apoyo a la concepción,

— los productos destinados específicamente a la limpieza, desinfección o esterilización de los productos que se contemplan en el artículo 1, apartado 4, y en el párrafo primero del presente punto;

## Modificación
Los reglamentos MDR (EU) 2017/745 y (EU) 2017/746 derogaron las directivas europeas 90/385/CEE de productos sanitarios implantables activos, la 93/42/CEE para productos sanitarios generales, en 26 de mayo de 2021 y la directiva 98/79/CE de producto sanitario para diagnóstico in vitro en 26 de mayo de 2022. 
Nótese que al ser Reglamentos no precisan de transposición a la legislación nacional, por lo que esta ley es de aplicación en toda Europa.

## Algunos productos sanitarios
- Desfibrilador
- Audífono
- Bajalenguas o depresor lingual
- Implante dental, dentadura postiza
- Fonendoscopio, estetoscopio
- Equipo RX
- PACS Picture Archiving and Communication System
- Bolsa de orina
- Electrocardiógrafo
- Bastón ayuda técnica
- Instrumental quirúrgico
- Esterilizador, autoclave
- Implante quirúrgico
- Marcapasos (producto sanitario implantable activo)
- Glucómetro (Producto sanitario para diagnóstico in vitro)
- Contenedores de muestras para IVD (Producto sanitario para diagnóstico in vitro)
- Gafas, lentes, monturas
- Lentes de contacto
- Gafas de sol graduadas

Como novedad, el Reglamento MDR ha incluido una lista en su anexo XVI con productos sin finalidad médica que también están regulados por este reglamento en Europa (incluye depiladores láser o IPL, implantes de relleno faciales, lentes de contacto sin finalidad correctiva, implantes mamarios con finalidad estética, ...).
No todo producto que se usa en un hospital es un producto sanitario. Por ejemplo, no son productos sanitarios:
- Los cepillos de limpieza de manos prequirúrgica
- Los guantes desechables de látex que usa el personal de limpieza (son EPI y llevan CE también)
- Las cuñas de orina, orinales
- El sillón donde se sienta el doctor
- Los productos de laboratorio general (matraces, pipetas, ...)

## Clasificación y comercialización en la Unión Europea

### Clasificación de productos sanitarios
Los productos sanitarios del reglamento general (EU) 2017/745 se clasifican según su riesgo siguiendo las reglas del anexo VIII del reglamento
Hay 4 clases de riesgo:
- I Bajo riesgo
- IIa Riesgo moderado
- IIb Alto riesgo sujeto a controles especiales en el diseño y fabricación
- III Son de muy alto riesgo, sujetos a controles especiales destinado a proteger o mantener la vida

siendo la clase I la de menor riesgo y la III la de mayor riesgo.

### Marcado CE
Para poder comercializarse en Europa, un producto sanitario precisa ostentar el marcado CE de conformidad.
La evaluación de conformidad la realizan los Organismos Notificados que son en general entidades de certificación (por ejemplo: BSI, DNV, SGS, TÜV) o bien Autoridades Sanitarias (por ejemplo: CNCps, ISS).

## Legislación española
Los productos sanitarios se encuentran recogidos en el Real Decreto 1591/2009, de 16 de octubre, por el que se regulan los productos sanitarios, que esta a punto de ser derogado por su nueva edición de 2022.

## Productos fraudulentos
Los productos que no tienen una finalidad sanitaria (no entran en la definición de producto sanitario o bien establecen indicaciones y finalidades que no están soportadas por una base científica) y no obstante ostentan el marcado CE de conformidad con las directivas de productos sanitarios y/o reivindican una aplicación médico-sanitaria, son productos fraudulentos y su comercialización y uso puede y debe ser denunciado a las autoridades sanitarias.
Cuando una persona es víctima de una enfermedad grave (como el cáncer, el VIH, etc.), en su desesperación, tiende a creer en cualquier producto milagro que le pongan a su alcance. La Food and Drug Administration advierte duramente del engaño que ello supone.

## Colombia: Dispositivos Médicos
La Legislación Colombiana reconoce el término "Dispositivo Médico", a partir de la definición del IMDRF, así:
Dispositivo médico para uso humano. Se entiende por dispositivo médico para uso humano, cualquier instrumento, aparato, máquina, software, equipo biomédico u otro artículo similar o relacionado, utilizado sólo o en combinación, incluyendo sus componentes, partes, accesorios y programas informáticos que intervengan en su correcta aplicación, propuesta por el fabricante para su uso en:
a) Diagnóstico, prevención, supervisión, tratamiento o alivio de una enfermedad;
b) Diagnóstico, prevención, supervisión, tratamiento, alivio o compensación de una lesión o de una deficiencia;
c) Investigación, sustitución, modificación o soporte de la estructura anatómica o de un proceso fisiológico;
d) Diagnóstico del embarazo y control de la concepción;
e) Cuidado durante el embarazo, el nacimiento o después del mismo, incluyendo el cuidado del recién nacido;
f) Productos para desinfección y/o esterilización de dispositivos médicos.

Los dispositivos médicos para uso humano, no deberán ejercer la acción principal que se desea por medios farmacológicos, inmunológicos o metabólicos.
Estos abarcan desde un aplicador de algodón o una gasa hasta un ventilador mecánico o un tomógrafo. Con estas definiciones podemos concluir que la diversidad se considera una característica inherente en el mundo de los Dispositivos Médicos. 

Para los reactivos de diagnóstico in vitro, se cuenta con otra definición, así:
Reactivo de diagnóstico in vitro: Es un producto reactivo, calibrador, elaborado en material de control, utilizado sólo o en asociación con otros, destinado por el fabricante a ser utilizado in vitro para el estudio de muestras procedentes del cuerpo humano, incluidas las donaciones de sangre, órganos y tejidos, principalmente con el fin de proporcionar información relacionada con:
1. Un estado fisiológico o patológico.
2. Una anomalía congénita.
3. La determinación de la seguridad y compatibilidad con receptores potenciales.

4. La supervisión de medidas terapéuticas.
En la clasificación de Dispositivos médicos se tiene el siguiente sistema de clasificación y las reglas están consignadas en el Decreto 4725 de 2005, la siguiente tabla tiene la información resumida:
| Clase | Nivel de riesgo | ejemplos de productos                        |
| ----- | --------------- | -------------------------------------------- |
| I     | Riesgo bajo     | Instrumental quirúrgico / Gasa.              |
| IIA   | Riesgo moderado | Agujas hipodérmicas / equipo de succión.     |
| IIB   | Riesgo alto     | Ventilador pulmonar / implantes ortopédicos. |
| III   | Riesgo muy alto | Válvulas cardiacas / marcapasos.             |